# Johannes (von Schwerin)
Johannes OFM war Titularbischof von Laodicea, 1410 als Weihbischof in Roskilde und 1412 in Lund bezeugt. Er ist auch als Weihbischof im Bistum Schwerin tätig gewesen.

## Leben
Wann der Franziskaner Johannes zum Titularbischof von Laodicea ernannt wurde, ist nicht bekannt. Im Bistum Schwerin wurde Bischof Johannes am 13. Oktober 1393 urkundlich erwähnt. Es beurkundete Frater Johannes venerabilis in Christo patris ac illustris principis domini Rudolphi sancte Zweriensis ecclesie episcopi et ducis Magnopolensis in ponificalibus vicarius ... die Einweihung der Kirche, zweier kleiner Altäre, des inneren Kirchhofes und des Kreuzganges des Klosters Ribnitz und erteilt Ablass.
Einen weiteren 40-tägigen Ablass erteilte Bischof Johannes unter dem 5. Februar 1394 für den Altar der heiligen Witwen Katharina und Brigitte von Schweden, die in der Nähe seines Heimatlandes geboren sein sollen. Auch für Reliquienausstellung in der Lorenzkirche zu Nürnberg erteilte er 40 Tage Ablass. Diese Urkunde wurde am 8. Februar 1394 durch den damaligen vicarius in spiritualibus und officialis generalis des Bischofs Lamprecht von Bamberg, den aus Schwaan stammenden Johannes Ambundii (ab 1418 Erzbischof von Riga), bestätigt. Hier wurde auch die Ordenszugehörigkeit  des frater Johannes genannt.
Am 7. März 1396 erscheint er als Zeuge in der Bestätigungsurkunde Bischof Rudolfs III. von Schwerin für das Kartäuserkloster Marienehe bei Rostock. In dieser Urkunde nennt Bischof Rudolf seinen Weihbischof reverendus in Christo pater et dominus Johannes, episcopus Laodicensis. Er erwähnt also seine Eigenschaft als vicarus in pontificalbus nicht. Noch 1396 hat der suffraganeus und wygelbiscop im Kloster Ribnitz Einkleidung gefeiert, darunter auch froychen Hedwiges, die spätere Äbtissin Hedwig von Mecklenburg.
Als Weihbischof des Bischofs Peder Jensen Lodehat von Roskilde wurde Bischof Johann 1410 bezeugt, so auch in einer Urkunde über die Weihe der Kirche und eines Altars in Hiddensee.
Am 30. September 1412 schließlich weihte Bischof Johannes von Laodicea als Weihbischof des Erzbischofs Peder Mickelsen Kruse von Lund in der Rostocker Kirche zu Skanör in Schonen die Bilder des heiligen Nikolaus und der heiligen Jungfrau Maria und verleiht dazu einen Ablass von 40 Tagen.
Weitere Amtshandlungen sind nicht bekannt. Wann und wo Bischof Johannes verstorben ist und sich sein Grab befunden hat, bleiben unbekannt.

## Siegel
Der Weihbischof Johannes von Laodicea hatte ein rundes Siegel, in einem Sechspass ein Wappenschild, darin ein grünender Zweig mit vier Blättern, mit einem Bischofsstab ins Andreaskreuz gelegt. Die Umschrift lautet: S DNI IO ... PI LAODice ORDIS MIOR.
Das Siegel hängt an der Urkunde vom 5. Februar 1394.